# Буэнависта (Кордова)
Буэнависта (исп. Buenavista) — город и муниципалитет на севере Колумбии, на территории департамента Кордова.

## История
Поселение, из которого позднее вырос город, было основано 24 марта 1950 года. Муниципалитет Буэнависта был выделен в отдельную административную единицу в 1969 году.

## Географическое положение
Город расположен в восточной части департамента, в пределах Прикарибской низменности, на расстоянии приблизительно 70 километров к юго-востоку от города Монтерии, административного центра департамента. Абсолютная высота — 66 метров над уровнем моря.
Муниципалитет Буэнависта граничит на севере с территорией муниципалитета Пуэбло-Нуэво, на северо-западе и западе — с муниципалитетом Планета-Рика, на юге — с муниципалитетом Монтелибано, на юго-востоке — с муниципалитетом Ла-Апартада, на северо-востоке — с муниципалитетом Аяпель. Площадь муниципалитета составляет 846 км².

## Население
По данным Национального административного департамента статистики Колумбии, совокупная численность населения города и муниципалитета в 2015 году составляла 21 628 человек.
Динамика численности населения муниципалитета по годам:
| 2005   | 2006   | 2007   | 2008   | 2009   | 2010   | 2011   | 2012   | 2013   | 2014   | 2015   |
| ------ | ------ | ------ | ------ | ------ | ------ | ------ | ------ | ------ | ------ | ------ |
| 19 011 | 19 246 | 19 494 | 19 737 | 19 991 | 20 259 | 20 527 | 20 809 | 21 082 | 21 363 | 21 628 |

Согласно данным переписи 2005 года мужчины составляли 52 % от населения Буэнависты, женщины — соответственно 48 %. В расовом отношении белые и метисы составляли 89,3 % от населения города; негры, мулаты и райсальцы — 7,9 %, индейцы — 2,8 %.
Уровень грамотности среди всего населения составлял 78,9 %.

## Экономика
Основу экономики Буэнависты составляет животноводство.
61,5 % от общего числа городских и муниципальных предприятий составляют предприятия торговой сферы, 29,9 % — предприятия сферы обслуживания, 7,8 % — промышленные предприятия, 0,8 % — предприятия иных отраслей экономики.

## Транспорт
Через город проходит национальное шоссе № 25 (исп. Ruta Nacional 25).